# リュス・イリガライ
リュス・イリガライ（Luce Irigaray、1930年5月3日 - ）は、ベルギー出身の哲学者、言語学者。専門は、フェミニズム思想、精神分析学。
60年代初頭に渡仏し、パリ第8大学でジャック・ラカンに師事する。1964年から、フランス国立科学研究センターで研究生活を行う。2004年から2006年までノッティンガム大学客員教授。

## 思想
イリガライの特徴は男女の性差を強調するところ、とくに言語に関して、「男性的論理」や「男性的表象体系」とは異なる「女として語る言語」の可能性と実現を模索したところにある。
ジークムント・フロイトによる男性器と女性器に対する視座はそれ自体が男性的であり、そこではヴァギナは「（ペニスが挿入される）受動的なもの」として、クリトリスは「小さなペニス」として、言い換えればペニスの「陰画」として存在する。それに対してイリガライは「絶え間なく口づけしあっている二つの唇で出来ている」ものとしての女性器をしばしば語り、男女器の挿入は女性器のこうした「自体愛」にとって暴力的だと見なす。言語に関してもこの認識に言及し、「男根主権、意味の男根的論理、男根的表象体系は、ことごとく女性性器をそれ自身から引き離して、女性から自己愛を奪う方法である」。
既存の言説がそもそも男性的であるなら、女性が言葉を話すことがすなわち、男性的体系への女性の従属になる。そのためイリガライは「女性的に語ること」を模索する。「女性的に語ること」は言説体制の逆転ではない。イリガライはこの種の逆転を目的とはしない。いわばそれは女性の男性化である。男性であれ女性であれ、基準となる一つの性を設定し、その性の欠如態や陰画としてもう一つの性を語るなら、たとえフロイトとは反対の仕方で女性を基準として男性を欠如態として語っても、それは同一者への他者の従属という男根的論理であるとイリガライは言う。
「女性的に語ること」についてイリガライはつぎのように言う。「もし私が話したり書いたりして明らかにしたいと思うことが、この「私はひとりの女性です」という確信から出発しているのだと主張すれば、私は再び男根支配的な言説の中に入ってしまうでしょう」。さらに「女性的統辞」にはもはや「主体（主語）」も「客体（目的語）」もない。

## 批判
ジュディス・バトラーは、弁証法的な取り込みや他者弾圧は、男中心の意味機構のみが行う戦法ではないと言う。様々な他者の文化を、世界規模の男根ロゴス中心主義が多様に拡大したものとしてしか見ず、それに包括してしまうことは、全体化の概念に疑義を突きつけたかもしれない様々な差異を、同一性の記号のもとに植民地化することになる。したがってそれは、男根ロゴス中心主義の勢力拡大の身振りを、みずから反復してしまう危険性をもつ行為ーーあらゆるものを自分のなかに取り込もうとする占有行為ーーである。
バトラーはイリガライによる「二つの唇が触れ合う」外陰唇の構造から女特有のセクシュアリティを導きだそうとする主張は、「生物学は宿命ではない」とするフェミニズムの前提を無効にすると思われると言い、たとえその主張が戦略的な理由からであれ問題が残ると指摘する。そういったセクシュアリティを自分のものと見なせなかったり、自分のセクシュアリティの或る部分は男根的な機構のなかで構築されていると思う女な、このような理論のもとでは、「男に同一化している」とか「啓蒙されていない」といって抹殺される可能性があるからだ。
内田樹は『レヴィナスと愛の現象学』第3章でイリガライに言及している。イリガライは論文「エマニュエル・レヴィナスへの質問」をインディアナ大学で1991年に発表しており、内田はイリガライによるレヴィナス批判を上掲書で検討している。内田は、「女性的に有性化した語法がないために、彼女たちはいわゆる中性の言語を練り上げるために利用されている」などのイリガライによる文を引用しつつ、次のようにまとめる。
「「女性的に有性化した語法」をもってしか女性的主体としては記述できないとイリガライは言う。だとすれば、そのような語法をもっては語らなかったレヴィナスは非とされてしかるべきだろう。だが、それが批判として成立するためには、その語法は「このようなものである」ということを誰かが身を以て示してくれなくては話にならない。しかし、イリガライ自身が「女として語る言語はまだ存在しない」と言う。まだ存在しない言語でレヴィナスが語っていないことを告発する権限が彼女にあるのだろうか」。

## 著書
- Speculum, de l'autre femme, Éditions de Minuit, 1974.
- Ce sexe qui n'en est pas un, Éditions de Minuit, 1977.
  - 『ひとつではない女の性』、棚沢直子・小野ゆり子・中嶋公子訳、勁草書房、1987年
- Et l'une ne bouge pas sans l'autre, Minuit, 1979.
- Amante marine: de Friedrich Nietzsche, Editions de minuit, 1980.
- Le corps-à-corps avec la mère, Editions de la pleine lune, 1981.
- Passions élémentaires, Éditions de Minuit, 1982.
  - 『基本的情念』、西川直子訳、日本エディタースクール出版部、1989年
- L'oubli de l'air: chez Martin Heidegger, Editions de Minuit, 1983.
- La croyance même, Galilée, 1983.
- Éthique de la différence sexuelle, Editions de Minuit, 1984.
  - 『性的差異のエチカ』、浜名優美訳、産業図書、1986年
- Parler n'est jamais neutre, Éditions de Minuit, 1985.
- Sexes et parentés, Minuit, 1987.
- Le temps de la différence: pour une révolution pacifique, Libr. générale française, 1989.
- Je, tu, nous: pour une culture de la différence, B. Grasset, 1990.
  - 『差異の文化のために――わたし、あなた、わたしたち』、浜名優美訳、法政大学出版局、1993年
- J'aime à toi: esquisse d'une félicité dans l'histoire, B. Grasset, 1992.
- Être deux, B. Grasset, 1997.
- Entre orient et occident: de la singularité à la communauté, B. Grasset, 1999.
- Le partage de la parole, Legenda, 2001.

### 邦訳論文
- 「エマニュエル・レヴィナスへの質問」上村くにこ訳『思想』1997年4月号所収
- 「人間＝男 (オム) の言語」尾河直哉訳『現代詩手帖』1997年3月号所収
- 「他者の問題」浜名優美訳, 棚沢直子編『女たちのフランス思想』(勁草書房, 1998) 所収
- 「二人で一人 ― 母と娘」大野雅子訳『早稲田文学』1983年10月号所収